# 75836 Warrenastro
75836 Warrenastro este un asteroid din centura principală de asteroizi.

## Descriere
75836 Warrenastro este un asteroid din centura principală de asteroizi. A fost descoperit pe 30 ianuarie 2000 în cadrul proiectului CSS. Asteroidul prezintă o orbită caracterizată de o semiaxă mare de 2,52 ua, o excentricitate de 0,11 și o înclinație de 3,4° în raport cu ecliptica.